# 2022年美國聯盟外卡系列賽
2022年美國聯盟外卡系列賽（2022 American League Wild Card series Game），是美國聯盟季後賽的首輪比賽，是由東區、中區、西區這三個分區冠軍中勝率最低的球隊（分區冠軍勝率前兩名直接保送第二輪比賽），與分區冠軍以外的3張外卡，4隊將會進行3戰2勝制比賽，獲勝的球隊可以晉級美國聯盟分區賽。

## 西雅圖水手 對 多倫多藍鳥
| 場次 | 客隊 | 比分  | 主隊 | 日期    | 場地       | 觀眾人數 |
| ---- | ---- | ----- | ---- | ------- | ---------- | -------- |
| 1    | 水手 | 4：0  | 藍鳥 | 10月7日 | 羅傑斯中心 | 47402    |
| 2    | 水手 | 10：9 | 藍鳥 | 10月8日 | 羅傑斯中心 | 47156    |

### 第一場
| 西雅圖水手 | 3 | 0 | 0 | 0 | 1 | 0 | 0 | 0 | 0 | 4 | 7 | 0 |
| 多倫多藍鳥 | 0 | 0 | 0 | 0 | 0 | 0 | 0 | 0 | 0 | 0 | 7 | 0 |
| 勝投： 路易斯·卡斯提歐（1－0） 敗投： 艾列克·馬諾亞（0－1） 全壘打： 水手：Cal Raleigh（1上，2分） 藍鳥：無 觀眾人數： 47,402 比賽總記錄 |   |   |   |   |   |   |   |   |   |   |   |   |

艾列克·馬諾亞在首局就遭遇亂流，他先被尤亨尼歐·蘇亞瑞茲敲出二壘安打掉1分，隨後被Cal Raleigh敲出陽春砲，讓水手在第一局就打下3分。
路易斯·卡斯提歐在這場比賽狀況絕佳，先發7.1局僅被敲出6支安打無失分，最終水手以4比0拿下隊史季後賽睽違21年的首勝。

### 第二場
| 西雅圖水手 | 0 | 0 | 0 | 0 | 1 | 4 | 0 | 4 | 1 | 10 | 13 | 0 |
| 多倫多藍鳥 | 0 | 2 | 1 | 1 | 4 | 0 | 1 | 0 | 0 | 9  | 12 | 1 |
| 勝投： Andrés Muñoz（1－0） 敗投： 喬丹·羅曼諾（0－1） 救援成功： George Kirby （1） 全壘打： 水手：卡洛斯·桑塔納 （6上，3分） 藍鳥：泰奧斯卡·赫南德茲 2（1下，2分、4下，1分） 觀眾人數： 47,156 比賽總記錄 |   |   |   |   |   |   |   |   |   |    |    |   |

藍鳥隊第2局泰奧斯卡·赫南德茲掃出左外野2分打點全壘打，接著第3局小弗拉迪米爾·葛雷諾敲出適時安打，藍鳥隊再下一城，第4局赫南德茲揮出中外野陽春砲，幫助藍鳥隊4分領先。
水手隊第5局靠著凱爾尼克（Jarred Kelenic）中外野高飛犧牲打，替球隊打下第1分，但下半局藍鳥隊攻勢再起，單局攻下4分，藍鳥隊拉開到7分領先。
第6局水手隊展開反攻，包括卡洛斯·桑塔納的3分砲在內，一口氣追回4分，第7局藍鳥隊雖然添得1分，但水手隊在第8局強攻4分，一舉把比數追平，第9局水手隊亞當·弗雷澤掃出關鍵右外野二壘安打，水手隊拿到超前分，終場水手隊10比9逆轉擊敗藍鳥隊，成功晉級分區系列賽，挑戰休士頓太空人。
水手隊在一度落後7分的情況下完成大逆轉，為大聯盟季後賽史上第二多分差的逆轉紀錄。僅次於1929年世界大賽第四場，運動家落後8分完成大逆轉的紀錄。

## 克里夫蘭守護者 對 坦帕灣光芒
| 場次 | 客隊 | 比分             | 主隊   | 日期    | 場地     | 觀眾人數 |
| ---- | ---- | ---------------- | ------ | ------- | -------- | -------- |
| 1    | 光芒 | 1：2             | 守護者 | 10月7日 | 進步球場 | 30741    |
| 2    | 光芒 | 0：1（延長15局） | 守護者 | 10月8日 | 進步球場 | 34971    |

### 第一場
| 坦帕灣光芒 | 0 | 0 | 0 | 0 | 0 | 1 | 0 | 0 | 0 | 1 | 3 | 1 |
| 克里夫蘭守護者 | 0 | 0 | 0 | 0 | 0 | 2 | 0 | 0 | X | 2 | 8 | 0 |
| 勝投： 沙恩·比柏（1－0） 敗投： 沙恩·麥克拉納罕（0－1） 救援成功： 伊曼紐·克拉塞（1） 全壘打： 光芒：José Siri（6上，1分） 守護者：荷西·拉米瑞茲（6下，2分） 觀眾人數： 30,741 比賽總記錄 |   |   |   |   |   |   |   |   |   |   |   |   |

2隊本季都是投高打低，而G1兩邊年輕王牌沙恩·麥克拉納罕和沙恩·比柏也不負眾望地上演精采的投手戰，前5局都順利封鎖對方打線。
6局上，光芒外野手José Siri率先敲出陽春砲先馳得點，但守護者三壘手荷西·拉米瑞茲在下半局敲出2分砲，讓守護者反倒取得一分領先。
兩邊在此之後便無攻勢，最終守護者靠伊曼紐·克拉塞強勢關門，以2比1拿下改名後的季後賽首勝。

### 第二場
| 坦帕灣光芒 | 0 | 0 | 0 | 0 | 0 | 0 | 0 | 0 | 0 | 0 | 0 | 0 | 0 | 0 | 0 | 0 | 6 | 0 |
| 克里夫蘭守護者 | 0 | 0 | 0 | 0 | 0 | 0 | 0 | 0 | 0 | 0 | 0 | 0 | 0 | 0 | 1 | 1 | 5 | 0 |
| 勝投： Sam Hentges（1－0） 敗投： 柯瑞·克勞柏（0－1） 全壘打： 光芒：無 守護者：Oscar González（15下，1分） 觀眾人數： 34,971 比賽總記錄 |   |   |   |   |   |   |   |   |   |   |   |   |   |   |   |   |   |   |

泰勒·格拉斯諾與崔斯頓·麥肯齊領銜繼續上演年輕強投的投手大戰，雙方不僅先發投手強勢，為求拉長戰線的光芒與避免夜長夢多的守護者牛棚也傾巢而出，讓雙方打線只有零星安打，前14局竟1分未得，並且合吞39次三振也是大聯盟史上季後賽單場新高，其中光芒投手群投出20次三振。
來到15下，守護者新秀Oscar Gonzalez對前印地安人王牌柯瑞·克勞柏轟出再見陽春砲，終於結束了這場打破紀錄的4小時57分鐘無得分季後賽比賽（原紀錄為2020年國聯外卡辛辛那提紅人對亞特蘭大勇士G1，前13局雙方皆無得分，最終一樣是主隊1：0跟對手說再見），也讓守護者在改名後終結了自2016年世界大賽以來「贏球即可拿下系列賽」比賽的6連敗。
守護者以1：0，再度一分差氣走光芒，在外卡系列戰直落二橫掃對手晉級，將在分區系列賽對抗紐約洋基。